# Andrei Alexandrowitsch Suraikin
Andrei Alexandrowitsch Suraikin (russisch Андрей Александрович Сурайкин; * 20. Oktober 1948 in Leningrad, Sowjetunion; † 28. September 1996 in Sankt Petersburg, Russland) war ein sowjetischer Eiskunstläufer, der im Paarlauf startete, und später sowjetischer und russischer Eiskunstlauftrainer.
Suraikin begann 1957 mit dem Eiskunstlaufen. Seine Eiskunstlaufpartnerin war Ljudmila Smirnowa. Das Paar wurde zum stärksten Konkurrenten für die überragenden Irina Rodnina und Alexei Ulanow. Angefangen bei ihrem Debüt bei Welt- und Europameisterschaften im Jahr 1970 bis einschließlich 1972 beendeten Suraikin und Smirnowa alle drei Weltmeisterschaften (Ljubljana 1970, Lyon 1971, Calgary 1972) und alle drei Europameisterschaften (Leningrad 1970, Zürich 1971, Göteborg 1972) auf dem Silberrang hinter Rodnina und Ulanow. Auch bei den Olympischen Spielen 1972 in Sapporo ergab sich diese Rangfolge. Suraikin beendete 1972 seine Eiskunstlaufkarriere, nachdem sich Ljudmila Smirnowa in Alexei Ulanow verliebt hatte und von nun an mit ihm antrat. Er wurde Eiskunstlauftrainer.

## Ergebnisse

### Paarlauf
(mit Ljudmila Smirnowa)
| Wettbewerb / Jahr           | 1970 | 1971 | 1972 |
| --------------------------- | ---- | ---- | ---- |
| Olympische Winterspiele     |      |      | 2.   |
| Weltmeisterschaften         | 2.   | 2.   | 2.   |
| Europameisterschaften       | 2.   | 2.   | 2.   |
| Sowjetische Meisterschaften | 2.   | 2.   |      |